# Atletismo nos Jogos Olímpicos de Verão de 2016 - Salto em distância masculino
A competição do salto em distância masculino do atletismo nos Jogos Olímpicos de Verão de 2016 aconteceu entre os dias 12 e 13 de agosto no Estádio Olímpico.

## Calendário
Horário local (UTC-3).
| Data                         | Horário | Fase          |
| ---------------------------- | ------- | ------------- |
| Sexta 12 de agosto de 2016   | 21:20   | Eliminatórias |
| Sábado, 13 de agosto de 2016 | 20:53   | Final         |

## Medalhistas
| Ouro   | USA Jeff Henderson  |
| Prata  | RSA Luvo Manyonga   |
| Bronze | GBR Greg Rutherford |

## Recordes
Antes desta competição, os recordes mundiais e olímpicos da prova eram os seguintes:
| Tipo | Atleta      | Marca  | Local            | Data                  |
| ---- | ----------- | ------ | ---------------- | --------------------- |
|      | Mike Powell | 8,95 m | Tóquio           | 30 de agosto de 1991  |
|      | Bob Beamon  | 8,90 m | Cidade do México | 18 de outubro de 1968 |

## Resultados

### Eliminatórias
Qualificação: 8,15m (Q) ou os 12 melhores qualificados (q) avançam para as finais.
| Pos. | Grupo | Atleta                  | CON                 | #1   | #2   | #3   | Resultado | Notas |
| ---- | ----- | ----------------------- | ------------------- | ---- | ---- | ---- | --------- | ----- |
| 1    | B     | Wang Jianan             | CHN China           | 8.24 |      |      | 8.24      | Q,    |
| 2    | A     | Jeff Henderson          | USA Estados Unidos  | 8.20 |      |      | 8.20      | Q,    |
| 3    | A     | Emiliano Lasa           | URU Uruguai         | 8.14 | 8.02 | –    | 8.14      | q     |
| 4    | A     | Luvo Manyonga           | RSA África do Sul   | x    | 8.12 | 8.10 | 8.12      | q     |
| 5    | A     | Ruswahl Samaai          | RSA África do Sul   | 8.03 | 7.96 | 7.82 | 8.03      | q     |
| 6    | A     | Henry Frayne            | AUS Austrália       | 7.96 | 7.97 | 8.01 | 8.01      | q     |
| 7    | B     | Jarrion Lawson          | USA Estados Unidos  | 7.99 | 7.62 | 7.96 | 7.99      | q     |
| 8    | B     | Fabrice Lapierre        | AUS Austrália       | x    | 7.96 | 7.73 | 7.96      | q     |
| 9    | A     | Huang Changzhou         | CHN China           | 7.59 | 7.57 | 7.95 | 7.95      | q     |
| 10   | A     | Greg Rutherford         | GBR Grã-Bretanha    | x    | x    | 7.90 | 7.90      | q     |
| 11   | A     | Kafétien Gomis          | FRA França          | 7.81 | 7.67 | 7.89 | 7.89      | q     |
| 12   | B     | Damar Forbes            | JAM Jamaica         | 7.85 | 7.68 | 7.62 | 7.85      | q     |
| 13   | B     | Radek Juška             | CZE República Checa | 7.64 | 7.84 | 7.83 | 7.84      |       |
| 14   | A     | Kim Deok-hyeon          | KOR Coreia do Sul   | 7.42 | 7.76 | 7.82 | 7.82      |       |
| 15   | B     | Maykel Massó            | CUB Cuba            | 7.79 | 7.73 | 7.81 | 7.81      |       |
| 16   | A     | Tyrone Smith            | BER Bermudas        | 7.78 | 7.81 | 7.67 | 7.81      |       |
| 17   | B     | Chan Ming Tai           | HKG Hong Kong       | 7.79 | 7.76 | 7.42 | 7.79      |       |
| 18   | A     | Fabian Heinle           | GER Alemanha        | 7.64 | x    | 7.79 | 7.79      |       |
| 19   | B     | Bachana Khorava         | GEO Geórgia         | 7.72 | 7.77 | x    | 7.77      |       |
| 20   | B     | Jean Marie Okutu        | ESP Espanha         | 7.75 | 7.72 | 7.53 | 7.75      |       |
| 21   | A     | Izmir Smajlaj           | ALB Albânia         | 7.72 | 7.61 | x    | 7.72      |       |
| 22   | B     | Stefan Brits            | RSA África do Sul   | 7.46 | 7.71 | x    | 7.71      |       |
| 23   | B     | Kanstantsin Barycheuski | BLR Bielorrússia    | 7.39 | x    | 7.67 | 7.67      |       |
| 24   | B     | Ankit Sharma            | IND Índia           | x    | x    | 7.67 | 7.67      |       |
| 25   | B     | Mike Hartfield          | USA Estados Unidos  | 7.66 | x    | 7.66 | 7.66      |       |
| 26   | A     | Michel Tornéus          | SWE Suécia          | x    | 7.65 | 7.63 | 7.65      |       |
| 27   | A     | Miltiadis Tentoglou     | GRE Grécia          | x    | 7.64 | 7.57 | 7.64      |       |
| 28   | B     | Higor Alves             | BRA Brasil          | 7.59 | x    | x    | 7.59      |       |
| 29   | B     | Mohammad Arzandeh       | IRI Irã             | 7.29 | 7.23 | 7.31 | 7.31      |       |
| 30   | B     | Alyn Camara             | GER Alemanha        | 5.16 | x    | x    | 5.16      |       |
| –    | A     | Gao Xinglong            | CHN China           | x    | x    | x    | NM        |       |
| –    | A     | Aubrey Smith            | JAM Jamaica         | x    | x    | x    | NM        |       |

### Final
| Pos.              | Atleta           | CON                | #1   | #2   | #3   | #4          | #5          | #6          | Resultado | Notas                |
| ----------------- | ---------------- | ------------------ | ---- | ---- | ---- | ----------- | ----------- | ----------- | --------- | -------------------- |
| Medalha de ouro   | Jeff Henderson   | USA Estados Unidos | 8.20 | 7.94 | 8.10 | 7.96        | 8.22        | 8.38        | 8.38      | Recorde da temporada |
| Medalha de prata  | Luvo Manyonga    | RSA África do Sul  | 8.16 | x    | x    | 8.28        | 8.37        | x           | 8.37      | Recorde pessoal      |
| Medalha de bronze | Greg Rutherford  | GBR Grã-Bretanha   | 8.18 | 8.11 | 8.22 | 8.26        | 8.09        | 8.29        | 8.29      |                      |
| 4                 | Jarrion Lawson   | USA Estados Unidos | 8.19 | 8.15 | 8.25 | x           | x           | 7.78        | 8.25      |                      |
| 5                 | Wang Jianan      | CHN China          | 7.76 | 8.17 | 7.89 | 8.05        | 8.13        | 7.88        | 8.17      |                      |
| 6                 | Emiliano Lasa    | URU Uruguai        | 7.93 | 7.84 | 8.04 | 8.10        | 7.92        | 7.95        | 8.10      |                      |
| 7                 | Henry Frayne     | AUS Austrália      | 7.83 | 8.06 | x    | 8.03        | 7.83        | 7.83        | 8.06      |                      |
| 8                 | Kafétien Gomis   | FRA França         | 7.54 | 7.57 | 8.05 | x           | 7.55        | 7.83        | 8.05      |                      |
| 9                 | Ruswahl Samaai   | RSA África do Sul  | 7.97 | 7.94 | x    | Não avançou | Não avançou | Não avançou | 7.97      |                      |
| 10                | Fabrice Lapierre | AUS Austrália      | x    | 7.87 | x    | Não avançou | Não avançou | Não avançou | 7.87      |                      |
| 11                | Huang Changzhou  | CHN China          | 7.78 | x    | 7.86 | Não avançou | Não avançou | Não avançou | 7.86      |                      |
| 12                | Damar Forbes     | JAM Jamaica        | 7.63 | 7.74 | 7.82 | Não avançou | Não avançou | Não avançou | 7.82      |                      |

Legenda
| Recorde mundial      | Recorde mundial (World record)               |                       | Recorde africano                      | Recorde africano (African) |                                           | Q | Classificado por posição (Qualified) |
| Recorde olímpico     | Recorde olímpico (Olympic record)            | Recorde da América    | Recorde da América (Americas)         | q                          | Classificado por melhor tempo (Qualified) |   |                                      |
| Melhor marca do ano  | Melhor marca do ano (World leading)          | Recorde asiático      | Recorde asiático (Asian)              | DNS                        | Não largou (Did not start)                |   |                                      |
| Recorde nacional     | Recorde nacional (National record)           | Recorde europeu       | Recorde europeu (European)            | DNF                        | Não terminou (Did not finish)             |   |                                      |
| Recorde pessoal      | Recorde pessoal do atleta (Personal best)    | Recorde da Oceania    | Recorde da Oceania (Oceania)          | DSQ / DQ                   | Desclassificado (Disqualified)            |   |                                      |
| Recorde da temporada | Recorde da temporada do atleta (Season best) | Recorde sul-americano | Recorde sul-americano (South America) | NM                         | Sem marca (No mark)                       |   |                                      |